# Vaxoncourt
Vaxoncourt là một xã trong vùng Grand Est, thuộc tỉnh Vosges, quận Épinal, tổng Châtel-sur-Moselle. Tọa độ địa lý của xã là 48° 17' vĩ độ bắc, 06° 24' kinh độ đông. Vaxoncourt nằm trên độ cao trung bình là 300 mét trên mực nước biển, có điểm thấp nhất là 286 mét và điểm cao nhất là 367 mét. Xã có diện tích 8,43 km², dân số vào thời điểm 2006 là 434 người; mật độ dân số là 51 người/km².

## Thông tin nhân khẩu
| 1962 | 1968 | 1975 | 1982 | 1990 | 1999 |
| ---- | ---- | ---- | ---- | ---- | ---- |
| 354  | 392  | 361  | 357  | 418  | 395  |